# De vuelta por primera vez
De vuelta por primera vez es el segundo álbum de estudio colaborativo de Los 3 Mosqueteros, que reunió esta vez a Jetson El Súper, Johnny Stone y Nieto (anteriormente, del dúo Faze y Nieto) como un trío, y contó con la participación de Rey Pirin, Baby Rasta y Maze. Fue lanzado en el año 2004 bajo el sello MadYatch Records, distribuido por Fonovisa Records.

## Producción
El productor musical DJ Eric, quién produjo el álbum completo en compañía del también productor, Jetson El Supersónico, decide reunir a estos tres artistas quienes eran parte de los nuevos talentos de La Industria, para formar nuevamente el trío llamado "Los 3 Mosqueteros".
Algunos de sus temas aparecieron en Reggaeton Wicked!, un álbum recopilatorio urbano que se distribuiría en Japón en el año 2005. Este álbum no tuvo el impacto que su antecesor, sin embargo, funcionó para dar un impulso a las carreras musicales individuales de cada exponente, especialmente, a Jetson, quien fungiría como productor musical en años posteriores.

## Lista de canciones
| No. | Canción                           | Artista(s)                                   |
| --- | --------------------------------- | -------------------------------------------- |
| 1.  | Intro                             | DJ Eric, Jetson, J. Stone & Nieto            |
| 2.  | Bailando y sudando                | Jetson, J. Stone & Nieto                     |
| 3.  | Me voy a amanecer                 | Jetson, J. Stone & Nieto junto a Maze        |
| 4.  | Cabalgan Los Jinetes              | Jetson, J. Stone & Nieto                     |
| 5.  | De vuelta por primera vez         | Jetson, J. Stone & Nieto                     |
| 6.  | Mujeres Bellas                    | Jetson, J. Stone & Nieto                     |
| 7.  | De Esto Yo Vivo                   | Jetson, J. Stone & Nieto junto a Baby Rasta  |
| 8.  | Borinquen                         | Jetson, J. Stone & Nieto                     |
| 9.  | Tu mirada                         | Jetson, J. Stone & Nieto junto a Maze        |
| 10. | Esto es de Gangster (No hay duda) | Jetson, J. Stone & Nieto junto a Rey Pirín * |
| 11. | La Saga (Remix)                   | Jetson, J. Stone & Nieto                     |

###### Nota
* La canción «Esto es de Gangster (No hay duda)» es una remezcla de «No hay duda» de Rey Pirin en el álbum de DJ Eric, La Búsqueda.